# Jiří Skalák
Jiří Skalák (n. 12 martie 1992) este un fotbalist profesionist ceh care joacă pe postul de mijlocas lateral pentru echipa Millwall din Championship. A mai jucat pentru Sparta Praga, care l-a împrumutat la mai multe echipe din Cehia după care a mai jucat pentru FK Mladá Boleslav, Brighton & Hove Albion și Millwall.

## Carieră

### Primii ani
Skalák și-a început cariera  la AC Sparta Praga, fiind împrumutat la MFK Ružomberok, 1. FC Slovácko, FC Zbrojovka Brno și FK Mladá Boleslav înainte de a se semna definitiv cu Mlada Boleslav în 2015.

### Brighton & Hove Albion
Skalák a semnat cu echipa Brighton & Hove Albion din Championship la 1 februarie 2016 pentru o sumă de transfer nedezvăluită, considerată a fi 1,2 milioane de lire sterline. El a marcat primul său gol pentru club într-o victorie cu 4-0 împotriva lui QPR la 19 aprilie 2016.

### Millwall
Pe 2 august 2018, Skalák a semnat cu echipa din Championship Millwall pentru o sumă de transfer necunoscută.

## Cariera la națională
Skalák și-a reprezentat țara la toate categoriile de tineret sub 16 ani până la categoria sub 21 de ani. Pentru echipa sub 16 ani a marcat cinci goluri în șase meciuri. El a fost chemat pentru echipa națională a Cehiei pentru prima dată pe 25 august 2015 pentru a se confrunta cu Letonia și Kazahstanul în preliminariile UEFA Euro 2016.